# Minirhaphidophora
Minirhaphidophora är ett släkte av insekter. Minirhaphidophora ingår i familjen grottvårtbitare.
Kladogram enligt Catalogue of Life:
| Minirhaphidophora | \| \| Minirhaphidophora kerinci \| \| \| \| \| \| Minirhaphidophora minima \| \| \| \| |
|                   | \| \| Minirhaphidophora kerinci \| \| \| \| \| \| Minirhaphidophora minima \| \| \| \| |
|                   | Minirhaphidophora kerinci                                                              |
|                   |                                                                                        |
|                   | Minirhaphidophora minima                                                               |
|                   |                                                                                        |